# Guillaume des Barres
Guillaume des Barres (1160 - † 1234), és considerat com el cavaller francès més gran del segle xii. Estava al servei de Felip August, va tenir un paper important a la batalla de Bouvines.

## Biografia
Guillaume des Barres sorgí dels senyors d'Oissery (Seine-et-Marne). El seu pare, amb el mateix nom va servir el rei Lluís VII de França el Jove. Morí el 1179. Entre els Barres, el més cèlebre va ser el seu oncle Evrard des Barres, mestre de l'Orde dels Templers de 1149 a 1151.
Seigneur d'Oissery el 1179, va prendre per esposa la vídua de Simó de Montfort (mort el 1181) (1117-1181), Amicie de Beaumont (?-1215). Ell esdevindrà el sogre de Simó IV de Montfort, qui menarà la croada contra els albigesos a principi del segle xiii.
El 1187, a Pongebœuf, prop de Mantes-la-Jolie, durant una baralla contra Richard Lionheart, llavors comte d'Anjou, aconsegueix tombar dos grans senyors, Guillaume d'Aubigny i Ranulph de Chichester.
El 1188, va sorgir un conflicte entre Guillaume des Barres i el comte Richard. Aquesta últim capturà el cavaller francès durant el setge de Chateauroux 11 d'agost de 1188. Pres en llibertat condicional, Guillaume va fugir violant així les regles de la cavalleria.
El 1191, Guillaume des Barres segueix el rei de França a la Croada. Ricard el Cor de Lleó, que es va convertir en Rei d'Anglaterra el 1189, també va ser un croat. Els dos homes es troben a Messina. S'organitzà un joc, on el rei Richard no podia ser llançat a terra. La seva còlera és tal que requereix l'acció del rei de França contra Guillaume des Barres.
Durant la croada, i després de la sortida de Felip August, des Barres resta a Terra Santa amb el destacament francès. El seu valor militar durant la campanya, en particular durant la batalla d'Arsuf condueix a una reconciliació entre els dos homes.
Fins a 1200, no hi ha informació, excepte que Rei Ricard intentava comprar els seus serveis.
A partir de 1200, va acompanyar Felip en la seva intenció de dislocar l'imperi Plantagenet.
El 27 de juliol de 1214,realitza gestes a la batalla de Bouvines on salva la vida del rei Felip i no aconsegueix capturar l'Emperador Otó IV de Brunswicket.
Mor el 23 de febrer de 1234 al priorat Fontevriste de Fontaines-les-Nonnes.